# 前268年
| 千纪： | 前1千纪 |
| 世纪： | 前4世纪 \| 前3世纪 \| 前2世纪 |
| 年代： | 前290年代 \| 前280年代 \| 前270年代 \| 前260年代 \| 前250年代 \| 前240年代 \| 前230年代                                                           |
| 年份： | 前273年 \| 前272年 \| 前271年 \| 前270年 \| 前269年 \| 前268年 \| 前267年 \| 前266年 \| 前265年 \| 前264年 \| 前263年                             |
| 纪年： | 周赧王四十七年 魯頃公十二年 齊襄王十六年 趙惠文王三十一年 魏安僖王九年 韓桓惠王五年 秦昭襄王三十九年 楚頃襄王三十一年 衛懷君二十五年 燕武成王四年 |

## 大事记
1. 秦昭襄王聽從了范雎的建議，派遣五大夫綰進攻魏國，攻佔了懷。
2. 阿育王成為了孔雀帝國的皇帝
3. 羅馬共和國首次鑄造第纳里乌斯